# Rusksele
Rusksele (südsamisch: Råaskoe, umesamisch: Ruosskuo) ist ein Ort (tätort) in der schwedischen Provinz Västerbottens län, in der historischen Provinz Lappland.
Rusksele gehört zur Gemeinde Lycksele. Der Ort liegt am Länsväg 363 am Vindelälven. Die Einwohnerentwicklung der letzten Jahre war stark rückläufig, so dass der Ort 2005 nur noch in der Kategorie småort geführt wurde. Im Jahr 2010 erreichte Rusksele mit genau 200 Einwohner gerade so die erforderliche Einwohnerzahl für einen tätort.

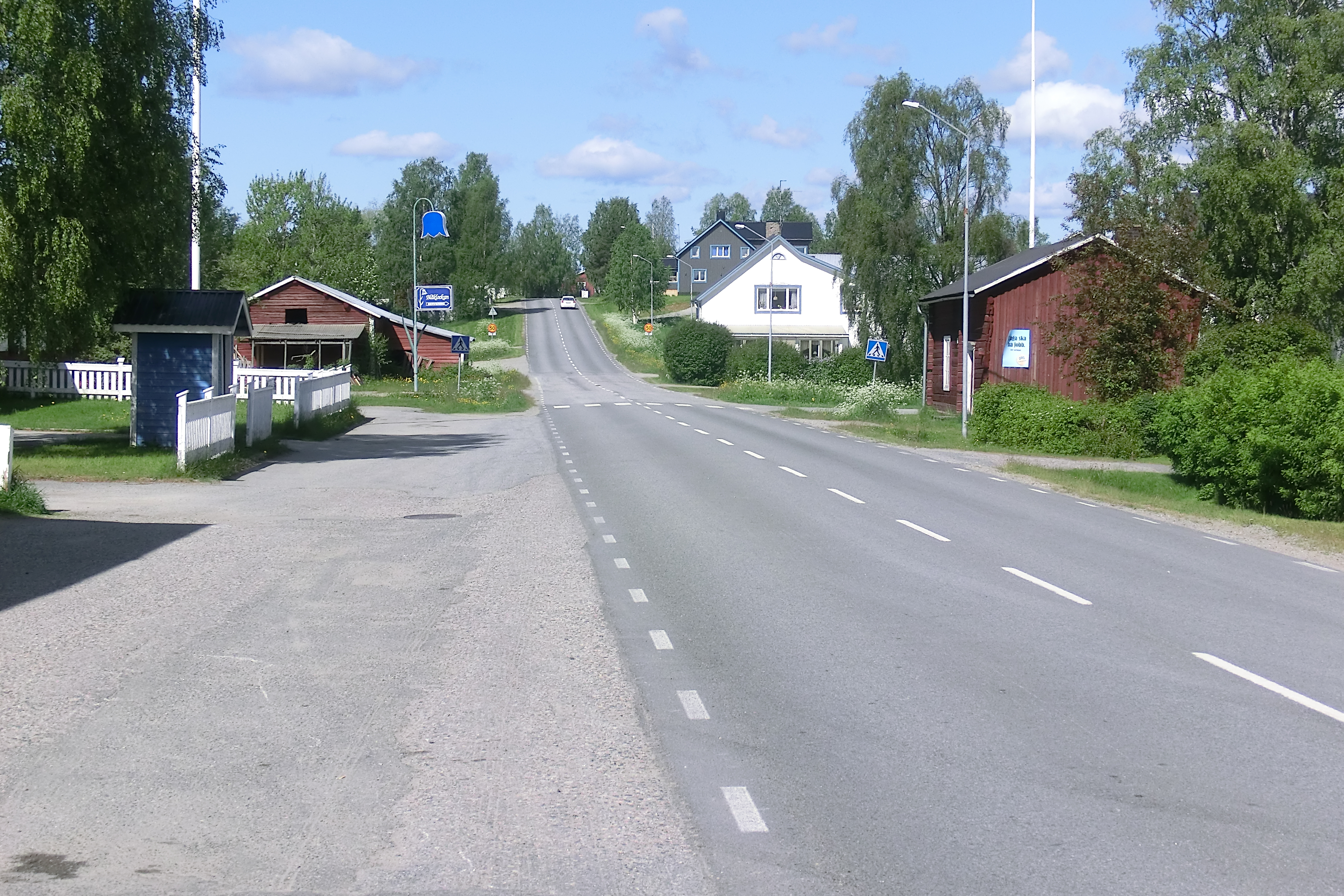
Hauptstraße
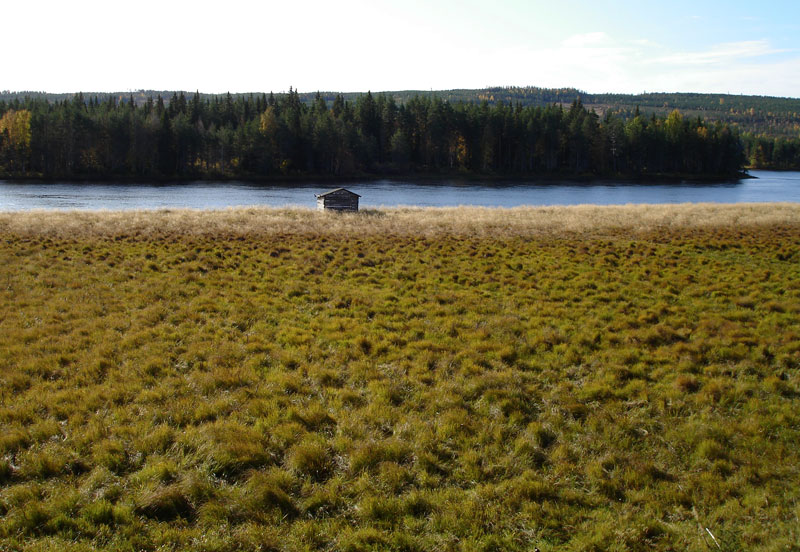
Blick zum Vindelälven